# 條紋海馬
條紋海馬（学名：Hippocampus zebra）為輻鰭魚綱棘背魚目海龍魚科的其中一種，其种加词“zebra”意为“有斑马状纹样的”。分布於中西太平洋的澳洲東北部海域，棲息深度20-69公尺，體長可達8公分，棲息在海草床，屬肉食性，以小型甲殼類為食，卵胎生。